# Andrej Vavken

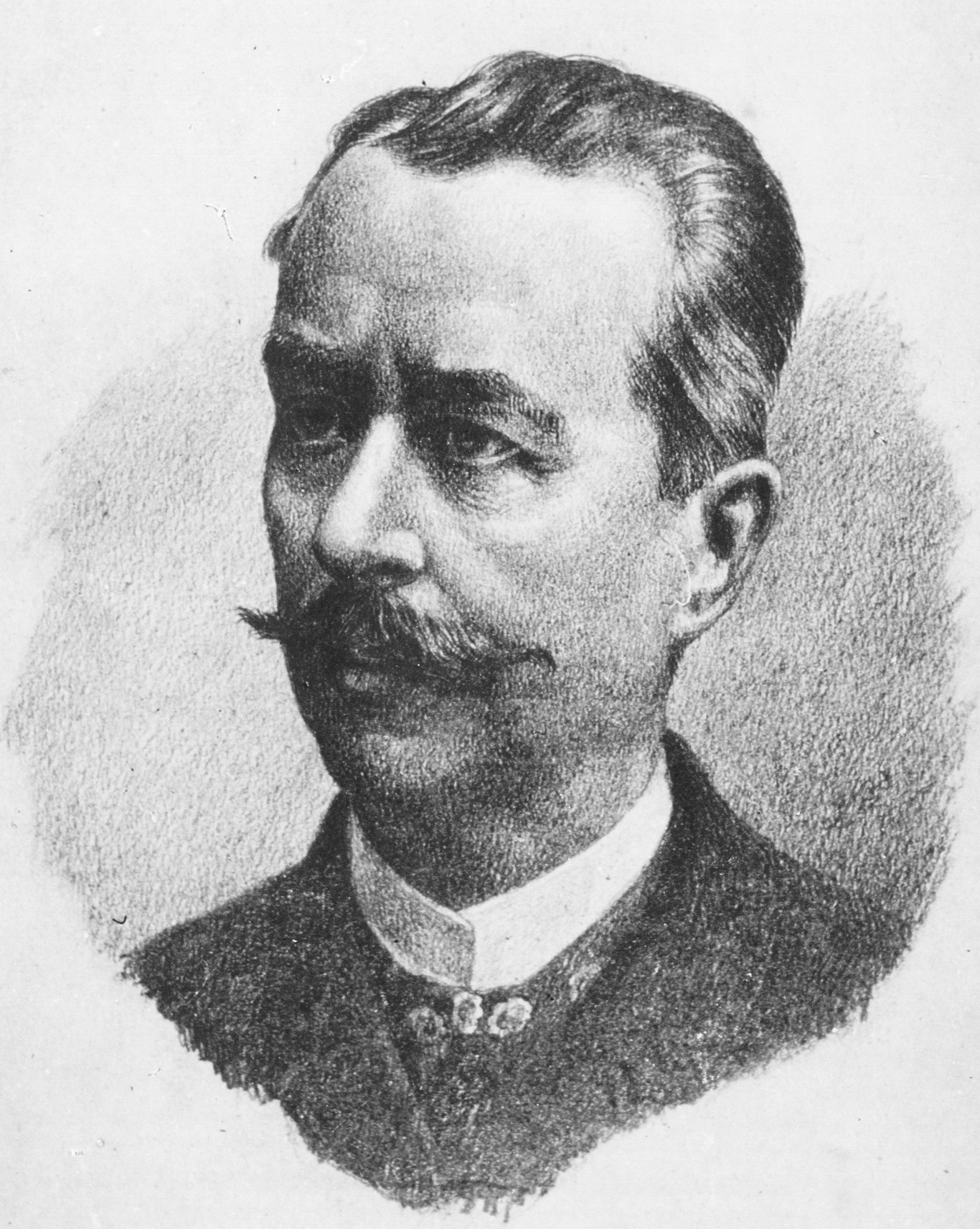
Andrej Vavken

Andrej Vavken (Planina bij Postojna, 29 november 1838 - Cerklje na Gorenjskem, 16 april 1898) was een Sloveens organist en componist. Vavken werkte zijn hele leven als leraar in Cerklje, waar hij ook bijna dertig jaar lang burgemeester is geweest. Hij was in 1889 in Cerklje initiatiefnemer tot de oprichting van de Cirillus en Methodius-afdeling. Deze organisatie was een tegenhanger van de in 1880 opgerichte Deutscher Schulverein. De Cyrillus en Methodius-vereniging was bedoeld ter versterking van Sloveenstalig onderwijs en wilde de invloed van de Duitstalige cultuur ten gunste van de Sloveense terugdringen. 
Vavken werd sterk beïnvloed door Kamilo Mašek. In de loop der jaren heeft Vavken verschillende werken voor koor en voor orgel uitgegeven. Hij zette gedichten van Janez Avguštin Puhar op muziek, maar greep meestal terug op motieven uit de volksmuziek. Enkele van zijn composities hebben ingang gevonden in de Sloveense zangtraditie en worden tot op de dag van vandaag gezongen. Het werk van Vavken is ook beschikbaar in complexere uitvoeringen door kamerorkesten.

## Werk
- Glasi Gorenjski (1861, 1863)
- Pesmi z napevi za cerkev in šolo (1863) [verloren gegaan]
- Napevi cerkvenih pesem, 7 delen, (1863 - 1874).

- Library of Congress Control Number: n2019021390
- Virtual International Authority File: 4283155708719022580002